# City College (Nueva York)
El City College de la City University of New York (también conocido como City College of New York, o simplemente City College o CCNY) es una universidad pública que forma parte de la Universidad de la Ciudad de Nueva York (CUNY). Fundado en 1847, City College fue la primera institución pública gratuita de educación superior en los Estados Unidos. Es la más antigua de las 24 instituciones de educación superior de CUNY, y se considera su universidad insignia.
Ubicado en Hamilton Heights con vista a Harlem en Manhattan, el campus Collegiate Gothic de 35 acres (14 ha) de City College se extiende por Convent Avenue desde las calles 130 a 141. Inicialmente fue diseñado por el renombrado arquitecto George B. Post, y muchos de sus edificios han alcanzado el estatus de hitos. La universidad ha graduado a diez ganadores del Premio Nobel, un Medallista Fields, un ganador del Premio Turing, tres ganadores del Premio Pulitzer y tres Becados Rhodes. Entre estos alumnos, el último es un nativo del Bronx, John O'Keefe (Premio Nobel de Medicina 2014). El campus satélite de City College, City College Downtown en el Cunard Building en 25 Broadway, ha estado en funcionamiento desde 1981. Ofrece programas de grado para adultos que trabajan con clases por las tardes y los sábados.
Otras primacías en City College que ayudaron a dar forma a la cultura de la educación superior estadounidense incluyen el primer gobierno estudiantil de la nación (Senado Académico, 1867); la primera fraternidad nacional en aceptar miembros sin distinción de religión, raza, color o credo (Delta Sigma Phi, 1899); el primer programa vespertino de otorgamiento de títulos (Escuela de Educación, 1907); y, con el objetivo de integrar racialmente las residencias universitarias, "la primera huelga general en una institución municipal de educación superior" encabezada por estudiantes (1949). La universidad tiene una tasa de graduación del 48% en seis años. Se clasifica entre "R2: Universidades Doctorales - Alta actividad investigadora".

## Historia

### Principios delsigloXIX

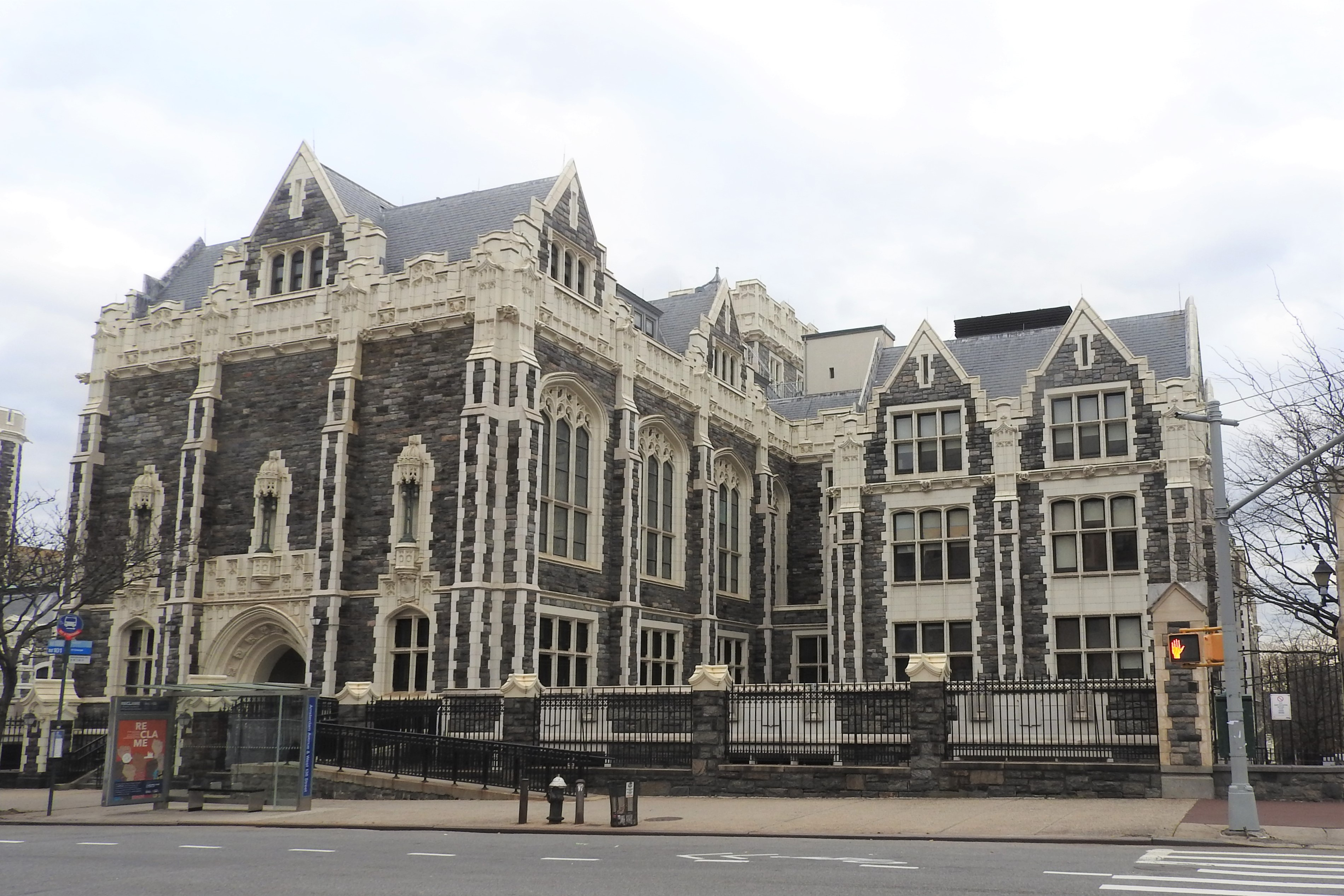
Harris Hall

El City College de Nueva York fue fundado como la Academia Libre de la Ciudad de Nueva York en 1847 por el rico hombre de negocios y presidente de la Junta de Educación Townsend Harris. Una combinación de escuela preparatoria, escuela secundaria y universidad, proporcionaría a los hijos de inmigrantes y los pobres acceso a la educación superior gratuita basada únicamente en el mérito académico. Fue una de las primeras escuelas secundarias públicas en Estados Unidos después de que se fundaran instituciones similares anteriores en Boston (1829), Filadelfia (1838) y Baltimore (1839).
La Academia Libre fue la primera de lo que se convertiría en un sistema de universidades con apoyo municipal: la segunda, Hunter College, se fundó como una institución para mujeres en 1870; y el tercero, Brooklyn College, se estableció como institución mixta en 1930.
En 1847, el gobernador del estado de Nueva York, John Young, había dado permiso a la Junta de Educación del estado para fundar la Academia Libre, que fue ratificada en un referéndum estatal. El fundador Townsend Harris proclamó: "Abran las puertas a todos... Dejen que los hijos de los ricos y los pobres tomen asiento juntos y no conozcan ninguna distinción salvo la de la industria, la buena conducta y el intelecto".
El Dr. Horace Webster (1794–1871), graduado de la Academia Militar de los Estados Unidos en West Point, fue el primer presidente de la Academia Libre. Con motivo de la inauguración formal de The Free Academy, el 21 de enero de 1849, Webster dijo:

El experimento debe probarse, si los hijos del pueblo, los hijos de todo el pueblo, pueden ser educados; y si una institución del más alto grado puede ser controlada con éxito por la voluntad popular, no por unos pocos privilegiados.

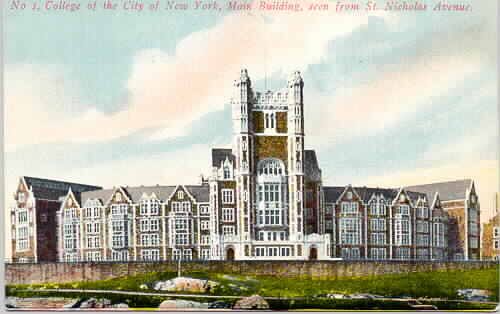
Entrada original de St. Nicholas Terrace a Shepard Hall, el edificio principal de CCNY, a principios de 1900, en su nuevo campus en Hamilton Heights, mirando hacia arriba y hacia el oeste desde St. Nicholas Avenue

En 1847, se adoptó un plan de estudios que tenía nueve campos principales: matemáticas, historia, lengua, literatura, dibujo, filosofía natural, filosofía experimental, derecho y economía política. La primera graduación de la Academia tuvo lugar en 1853 en Niblo's Garden Theatre, un gran teatro y ópera en Broadway, cerca de Houston Street en la esquina de Broadway y Prince Street.
Incluso en sus primeros años, la Academia Libre mostró tolerancia por la diversidad, especialmente en comparación con su vecino urbano, la Universidad de Columbia, que era exclusivo para los hijos de familias adineradas. La Academia Libre tenía un marco de tolerancia que se extendía más allá de la admisión de estudiantes de todos los estratos sociales. En 1854, los fideicomisarios de Columbia negaron al distinguido químico y científico Oliver Wolcott Gibbs un puesto en la facultad debido a las creencias religiosas unitarias de Gibbs. Gibbs era profesor y tenía una cita en la Academia Libre desde 1848. (En 1863, Gibbs pasó a una cita en la Universidad de Harvard, la Cátedra Rumsford de Química, donde tuvo una distinguida carrera. En 1873, Columbia le otorgó un título honorario con el voto unánime de sus fideicomisarios con la fuerte insistencia del presidente de Columbia, Frederick Augustus Porter Barnard). Más tarde en la historia de CCNY, a principios de 1900, el presidente John H. Finley le dio a la universidad una orientación más secular al abolir la asistencia obligatoria a la capilla. Este cambio ocurrió en un momento en que más estudiantes judíos se matriculaban en la universidad.

### Finales delsigloXIX

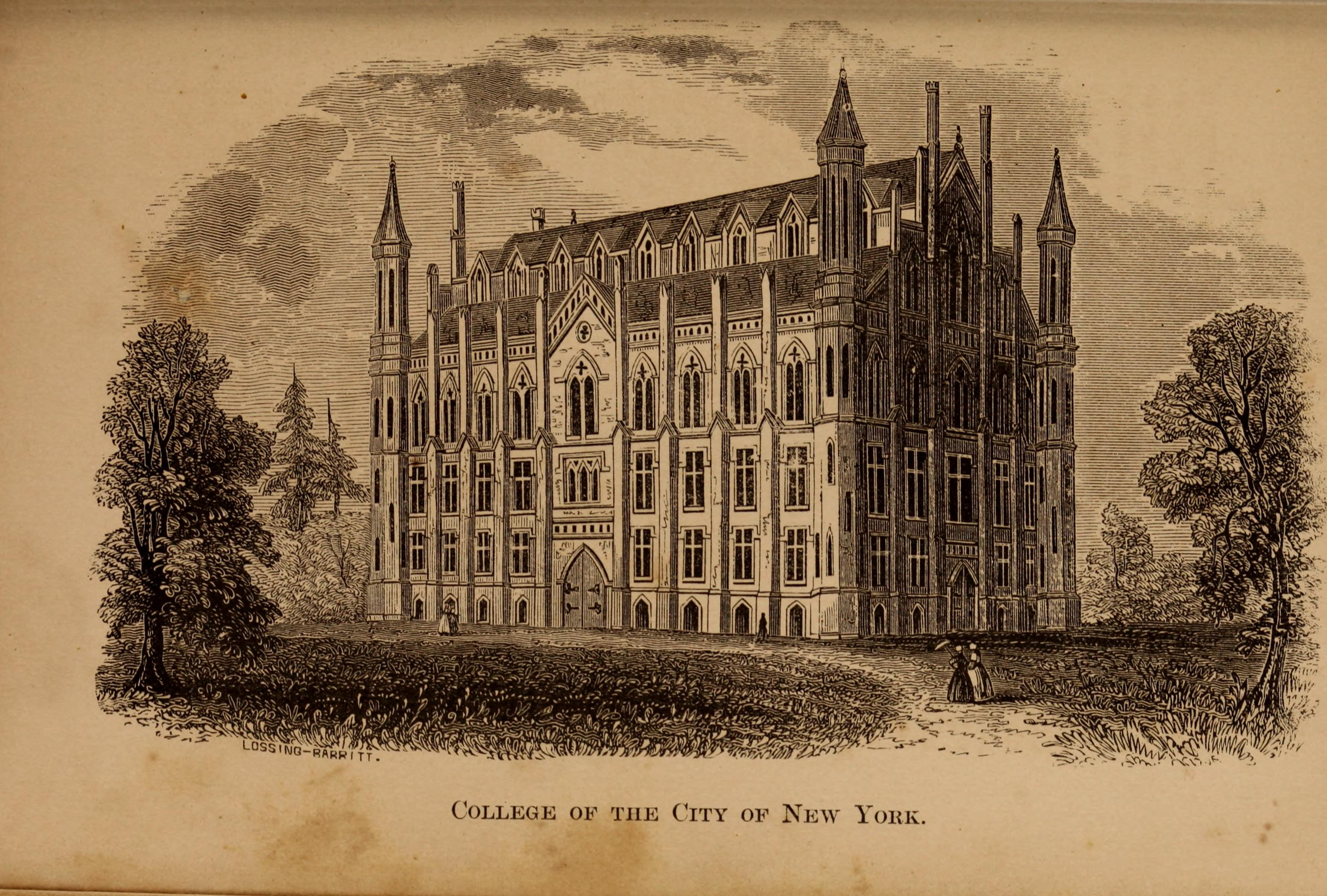
1876

En 1866, la Academia Libre, una institución para hombres, pasó a llamarse "Colegio de la Ciudad de Nueva York". En 1929, el Colegio de la Ciudad de Nueva York se convirtió en el "City College of New York". Finalmente, la institución pasó a ser conocida como "City College of the City University of New York " cuando el nombre CUNY se estableció formalmente como la institución coordinadora del sistema de colegios municipales de la ciudad de Nueva York en 1961. Sin embargo, los nombres City College of New York y City College siguen siendo de uso general.

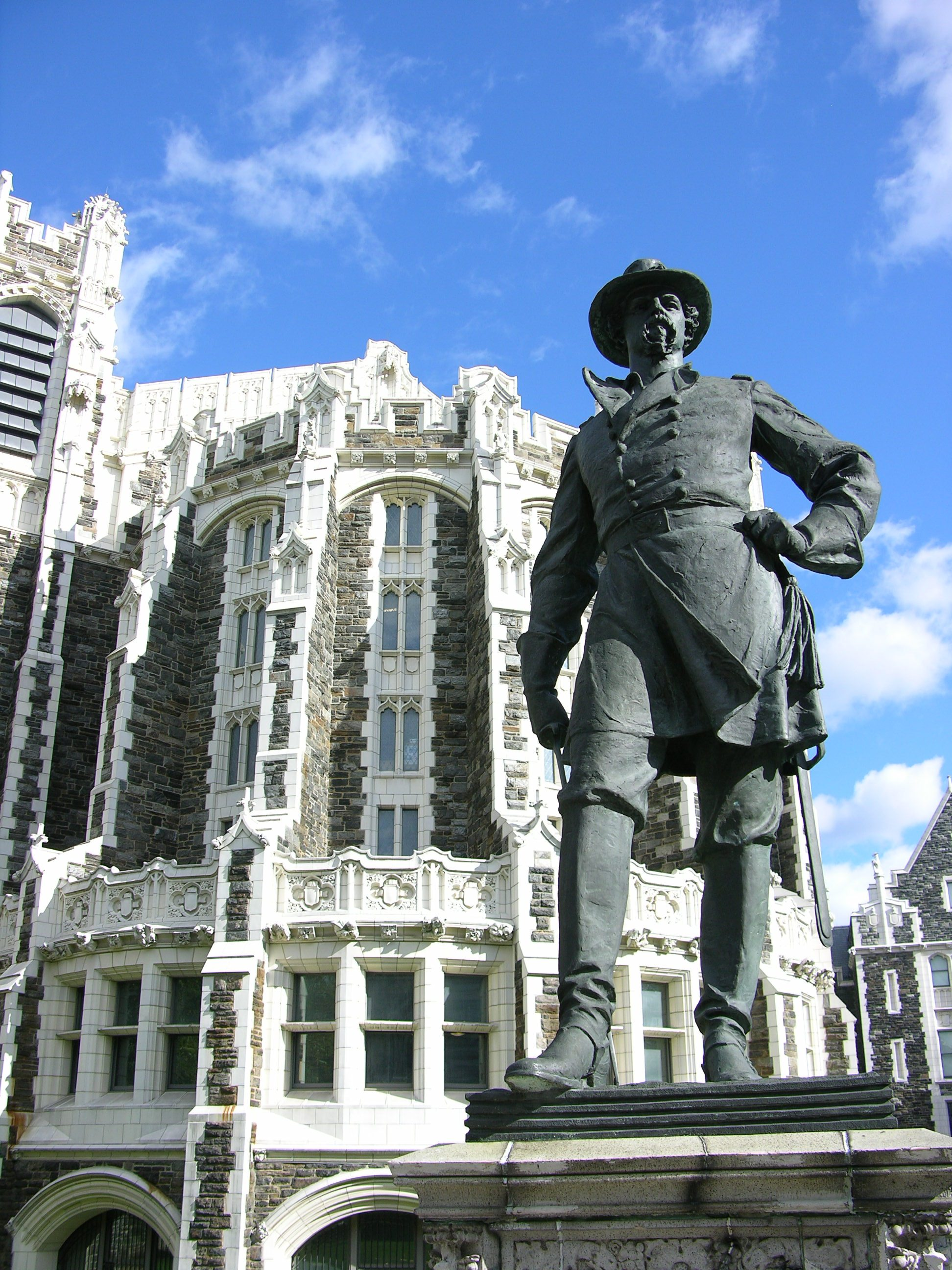
Estatua del general Alexander S. Webb (1835–1911), segundo presidente de CCNY (1869–1903)

Con el cambio de nombre en 1866, se eligió lavanda como el color de la universidad. En 1867 se formó el senado académico, el primer gobierno estudiantil de la nación. Después de haber luchado sobre el tema durante diez años, en 1895, la Legislatura Estatal de Nueva York votó a favor de permitir que City College construyera un nuevo campus. Se eligió un sitio de cuatro bloques cuadrados, ubicado en Manhattanville, dentro del área que estaba encerrada por los Arcos del Campus Norte; la universidad, sin embargo, se expandió rápidamente al norte de Arches.
Al igual que el presidente Webster, el segundo presidente del recién renombrado City College se graduó en West Point. El segundo presidente, el general Alexander S. Webb (1835-1911), asumió el cargo en 1869 y se desempeñó durante casi las siguientes tres décadas. Uno de los héroes del Ejército de la Unión en Gettysburg, el General Webb fue el comandante de la Brigada de Filadelfia. En 1891, cuando aún era presidente del City College, recibió la Medalla de Honor del Congreso por heroísmo en Gettysburg. Una estatua de cuerpo entero de Webb, con uniforme militar completo, se erige en su honor en el corazón del campus.

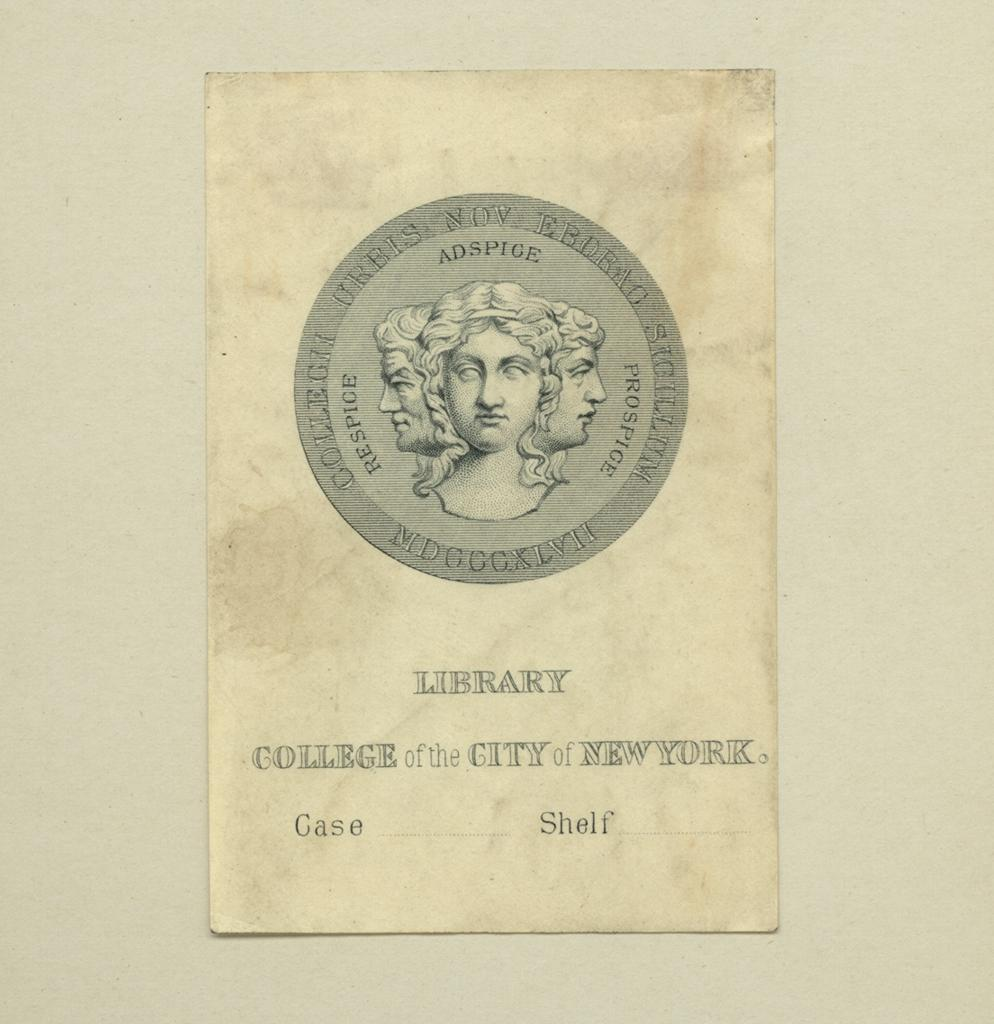
Exlibris de la biblioteca de la universidad con una versión anterior del sello de la universidad de la época en que la institución recibió el nombre de College of the City of New York, 1866–1929

El plan de estudios de la universidad bajo Webster y Webb combinó la formación clásica en latín y griego con materias más prácticas como química, física e ingeniería. Uno de los graduados destacados del City College del siglo XIX fue George Washington Goethals, nacido en Brooklyn, quien se matriculó en la universidad en tres años antes de ir a West Point. Más tarde se convirtió en el ingeniero jefe del proyecto del Canal de Panamá (1903-1914) y uno de los cortes de excavación lleva su nombre. El general Webb fue sucedido por John Huston Finley (1863-1940), como tercer presidente en 1903. Finley relajó parte de la disciplina similar a West Point que caracterizaba a la universidad, incluida la asistencia obligatoria a la capilla religiosa.
Phi Sigma Kappa colocó su sexto capítulo más antiguo en el campus en 1896, floreció hasta 1973, y cuyos exalumnos aún brindan becas a los nuevos estudiantes que ingresan al sistema CCNY.
Delta Sigma Phi fue fundada en CCNY en 1899 como una fraternidad social basada en el principio de la hermandad del hombre. Fue la primera organización nacional de su tipo en aceptar miembros sin distinción de religión, raza, color o credo. El capítulo floreció en la universidad hasta 1932 cuando cerró como resultado de la Gran Depresión. La fundación de otra fraternidad nacional, Zeta Beta Tau, tuvo lugar en City College en diciembre de 1898 por el Dr. Richard Gottheil, quien tenía como objetivo establecer una fraternidad judía con ideales sionistas. Este capítulo, sin embargo, ha quedado obsoleto.

### Principios delsigloXX
Los cursos de educación se ofrecieron por primera vez en 1897 en respuesta a una ley de la ciudad que prohibía la contratación de maestros que carecieran de la formación académica adecuada. La Escuela de Educación se estableció en 1921. El periódico de la universidad, The Campus, publicó su primer número en 1907 y se inició la primera sesión vespertina de otorgamiento de títulos en los Estados Unidos.
En 1919 se establecieron escuelas separadas de administración comercial y cívica y de tecnología (ingeniería). También se requería que los estudiantes firmaran un juramento de lealtad. En 1947, la universidad celebró su centenario y otorgó títulos honoríficos a Bernard Baruch (promoción de 1889) y Robert F. Wagner (promoción de 1898). Una cápsula del tiempo de 100 años fue enterrada en el Campus Norte.
Hasta 1929, City College había sido una institución exclusivamente masculina. Durante ese tiempo, específicamente en 1909, se fundó el primer capítulo de la fraternidad Sigma Alpha Mu. En 1930, CCNY admitió mujeres por primera vez, pero solo en programas de posgrado. En 1951, toda la institución pasó a ser mixta.
En los años en que las escuelas privadas de primer nivel estaban restringidas a los niños del establecimiento protestante, miles de personas brillantes (incluidos estudiantes judíos) asistieron al City College porque no tenían otra opción. La excelencia académica y el estatus de CCNY como escuela de clase trabajadora le valieron los títulos de "Harvard del proletariado", el "Harvard de los pobres" y "Harvard-on-the-Hudson".
Incluso hoy, después de tres décadas de controversia sobre sus estándares académicos, ninguna otra universidad pública ha producido tantos premios Nobel que hayan estudiado y se hayan graduado con un título de una universidad pública en particular (todos se graduaron entre 1935 y 1963). La cita oficial de CCNY sobre esto es "Nueve premios Nobel afirman que CCNY es su Alma Mater, la mayoría de cualquier universidad pública en los Estados Unidos". Esto no debe confundirse con los premios Nobel que enseñan en una universidad pública; la Universidad de California en Berkeley cuenta con 19. Muchos exalumnos de City College también sirvieron en las Fuerzas Armadas de los Estados Unidos durante la Segunda Guerra Mundial (1939/41–1945). Un total de 310 exalumnos de CCNY murieron en la guerra. Antes de la Segunda Guerra Mundial, una gran cantidad de exalumnos de City College, en comparación con los exalumnos de otras universidades estadounidenses, se ofrecieron como voluntarios para servir en el lado republicano en la guerra civil española (1936-1939). Trece exalumnos de CCNY fueron asesinados en España.
En su apogeo de la década de 1930 a la de 1950, CCNY se hizo conocida por su radicalismo político. Se dijo que la antigua cafetería CCNY en el sótano de Shepard Hall, particularmente en la alcoba 1, era el único lugar en el mundo donde podía tener lugar un debate justo entre trotskistas y estalinistas. Siendo parte de un debate político que comenzó en la mañana en la alcoba 1, Irving Howe informó que después de un tiempo dejaría su lugar entre los estudiantes que discutían para asistir a clase. Cuando regresaba a la cafetería al final del día, encontraba que el mismo debate había continuado pero con un elenco de estudiantes completamente diferente. Antiguos alumnos que estaban en City College a mediados del siglo XX dijeron que City College en esos días hizo que el famoso radicalismo en la Universidad de California en Berkeley en la década de 1960 pareciera una escuela de conformidad.
El municipio de Nueva York era considerablemente más conformista que los estudiantes y profesores de CCNY. El Departamento de Filosofía, a finales del año académico 1939/40, invitó al matemático y filósofo británico Bertrand Russell a convertirse en profesor del CCNY. Los miembros de la Iglesia católica protestaron por el nombramiento de Russell. Una mujer llamada Jean Kay presentó una demanda contra la Junta de Educación Superior del estado para bloquear el nombramiento de Russell con el argumento de que sus puntos de vista sobre el matrimonio y el sexo afectarían negativamente la virtud de su hija, aunque esta no era estudiante de CCNY. Russell escribió "se instituyó una típica cacería de brujas estadounidense en mi contra". Kay ganó la demanda, pero la Junta se negó a apelar después de considerar la presión política ejercida.
Russell se vengó en el prefacio de la primera edición de su libro An Inquiry into Meaning and Truth , que fue publicado por Unwin Brothers en el Reino Unido (el prefacio no se incluyó en las ediciones estadounidenses). En un resumen largo que detallaba los logros de Russell, incluidas las medallas otorgadas por la Universidad de Columbia y la Royal Society y los nombramientos de docentes en Oxford, Cambridge, UCLA, Harvard, la Sorbona, Pekín (el nombre utilizado en esa época), la LSE, Chicago, etc. En adelante, Russell agregó: "Declarado judicialmente indigno de ser profesor de Filosofía en el Colegio de la Ciudad de Nueva York".

### Finales delsigloXX
En 1945, el profesor William E. Knickerbocker, presidente del Departamento de Lenguas Romances, fue acusado de antisemitismo por cuatro profesores. Afirmaron que "durante al menos siete años han sido objeto de acoso continuo y lo que se parece mucho a la discriminación" por parte de Knickerbocker. Cuatro años después, Knickerbocker fue nuevamente acusado de antisemitismo, esta vez por negar honores a estudiantes judíos de alto rendimiento. Casi al mismo tiempo, el profesor William C. Davis del Departamento de Economía fue acusado por estudiantes de mantener un dormitorio racialmente segregado en Army Hall. El profesor Davis era el administrador del dormitorio. Los estudiantes de CCNY, muchos de los cuales eran veteranos de la Segunda Guerra Mundial, lanzaron una huelga masiva en protesta contra Knickerbocker y Davis. El New York Times llamó al evento "la primera huelga general en una institución municipal de educación superior".
En 1955, un estudiante de City College llamado Alan A. Brown fundó la sociedad de honor de economía, Omicron Chi Epsilon. El propósito de la sociedad era conferir honores a destacados estudiantes de economía, organizar reuniones académicas y publicar una revista. En 1963, Omicron Chi Epsilon se fusionó con Omicron Delta Gamma, la otra sociedad de honor en economía, para formar Omicron Delta Epsilon, la actual sociedad académica de honor en economía.
A medida que aumentaba el radicalismo estudiantil a fines de la década de 1960, con el Movimiento de Derechos Civiles y los sentimientos contra la guerra de Vietnam aumentaron. que culminó en CCNY durante una toma de posesión del campus sur en 1969, bajo la amenaza de un motín, los activistas afroamericanos y puertorriqueños y sus aliados blancos exigieron, entre otros cambios de política, que el City College implementara un programa agresivo de acción afirmativa para aumentar la matriculación de minorías y proporcionar apoyo académico. En algún momento, los manifestantes del campus comenzaron a referirse a CCNY como "Universidad de Harlem". La administración de la Universidad de la Ciudad al principio se opuso a las demandas, pero en cambio, se le ocurrió una admisión abierta o programa de acceso abierto bajo el cual cualquier graduado de una escuela secundaria de la ciudad de Nueva York podría matricularse en City College o en otra universidad en el sistema CUNY. A partir de 1970, el programa abrió las puertas a la universidad a muchos que de otro modo no habrían podido asistir a la universidad. Sin embargo, el aumento de la inscripción de estudiantes, independientemente de la preparación universitaria, desafió la reputación académica de City College y de la universidad y puso a prueba los recursos financieros de la ciudad de Nueva York.
City College comenzó a cobrar matrícula en 1976. Pero después de tres décadas, en 1999, la Junta de Fideicomisarios de CUNY votó para eliminar las clases de recuperación en todos los colegios superiores de CUNY, eliminando así un pilar central de la política de Admisiones Abiertas y finalizándola efectivamente. Los estudiantes que no podían cumplir con los requisitos de ingreso académico para los colegios superiores de CUNY se vieron obligados a inscribirse en los colegios comunitarios del sistema , donde podían prepararse para una eventual transferencia a una de las instituciones de 4 años. Desde esta decisión, todas las universidades superiores de CUNY, especialmente CCNY, han comenzado a aumentar su prestigio a nivel nacional, como lo demuestran las clasificaciones escolares y el GPA y SAT de los estudiantes de primer año. Además, el fin de las admisiones abiertas provocó un cambio en la demografía de los estudiantes de CUNY, con una disminución en la cantidad de estudiantes negros e hispanos y un aumento en la cantidad de estudiantes blancos, caucásicos y asiáticos.
Como resultado de las protestas estudiantiles de 1989 y la toma de posesión de edificios por los aumentos de matrícula, se abrió un centro de acción comunitaria en el campus llamado Centro Comunitario y Estudiantil Guillermo Morales/Assata Shakur, ubicado en el edificio NAC. El centro lleva el nombre de los exalumnos de CUNY Assata Shakur y Guillermo Morales, quienes ahora se encuentran exiliados en Cuba. Los estudiantes y residentes del vecindario que usaron el centro para la organización comunitaria contra los problemas del racismo, la brutalidad policial y la privatización y militarización de CUNY enfrentaron una represión u oposición constantes de la administración del City College durante años. Después de una larga controversia, el 20 de octubre de 2013, el City College tomó el Centro Comunitario y Estudiantil Guillermo Morales/Assata Shakur en medio de la noche, provocando una manifestación estudiantil.
La nueva Sociedad de Debate Frederick Douglass de CCNY derrotó a Harvard y Yale en el "Super Bowl" de la Asociación de Debate Parlamentario estadounidense en 1996. En 2003, el Equipo Modelo ONU de la universidad fue galardonado como Delegación Destacada en la Conferencia Modelo Nacional de Naciones Unidas (NMUN), un honor que repetiría durante cuatro años seguidos.
El Servicio Postal de los Estados Unidos emitió una postal conmemorativa del 150 aniversario de CCNY, con Shepard Hall, el Día de la Carta, el 7 de mayo de 1997.

### SigloXXI

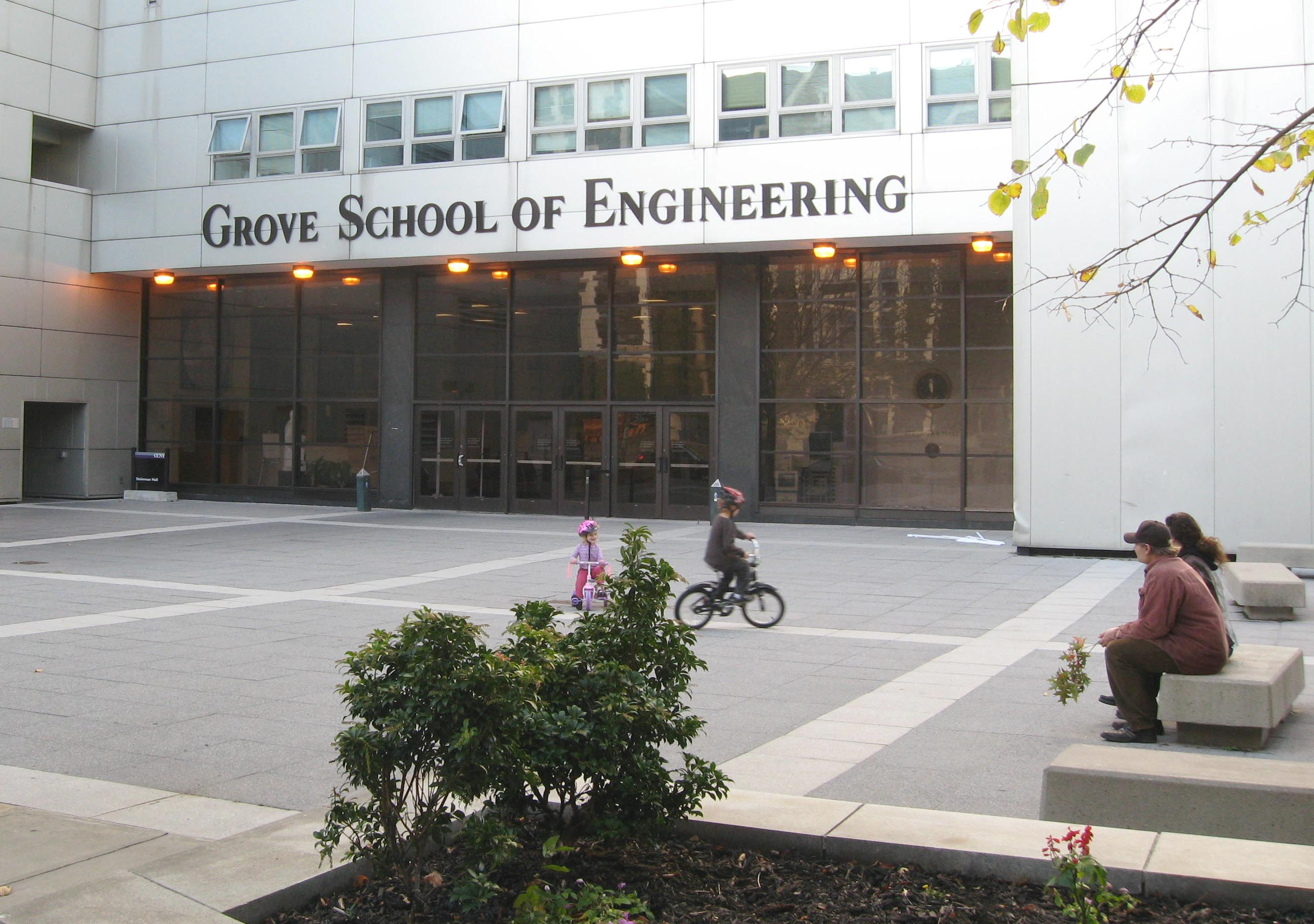
Escuela de Ingeniería

La Universidad de la Ciudad de Nueva York comenzó a reclutar estudiantes para el programa de Becarios Universitarios en el otoño de 2000 y admitió a la primera cohorte de becarios de pregrado en el otoño de 2001. CCNY fue uno de los cinco campus de CUNY en los que se inició el programa. Los académicos recién admitidos se convirtieron en estudiantes universitarios en el Programa de Honores recién formado de la universidad. Los estudiantes que asisten al CCNY Honors College reciben matrícula gratuita, un pasaporte cultural que los admite a las instituciones culturales de la ciudad de Nueva York de forma gratuita o a precios muy reducidos, una computadora portátil y una cuenta de gastos académicos que pueden aplicar a dichas actividades académicas. como estudiar en el extranjero. Estos estudiantes universitarios también deben asistir a una serie de cursos de honores especialmente desarrollados. En 2001, CUNY inició CUNY Honors College, rebautizado como Macaulay Honors College en 2007. Tanto el CCNY Honors Program como el capítulo CCNY del Macaulay Honors College se ejecutan fuera del CCNY Honors Center.
En octubre de 2005, el Dr. Andrew Grove, graduado en 1960 de la Escuela de Ingeniería en Ingeniería Química y cofundador de Intel Corporation, donó $26 millones a la Escuela de Ingeniería, que desde entonces pasó a llamarse Escuela de Ingeniería Grove. Es la donación más grande jamás dada al City College de Nueva York.
En agosto de 2008, la autoridad para otorgar doctorados en ingeniería se transfirió del Centro de Graduados de CUNY a la Escuela de Ingeniería de City College Grove.
En 2009, la Escuela de Arquitectura se trasladó al antiguo edificio y, que fue desmantelado y remodelado en su totalidad bajo la dirección proyectual del arquitecto Rafael Viñoly. También en 2009, la escuela pasó a llamarse Escuela de Arquitectura Bernard and Anne Spitzer en honor al regalo de $ 25 millones que los Spitzer le dieron a la escuela.
El 1 de julio de 2018, la autoridad para otorgar doctorados en psicología clínica se transfirió del CUNY Graduate Center al City College.
El 13 de diciembre de 2021, la Junta Directiva votó para aceptar una donación de $180 000 en efectivo enviada por correo por un donante anónimo, para financiar dos becas de matrícula completa cada año durante al menos diez años.

### Presidentes
| Nombre                | Período       | Notas    | Ref.   |
| --------------------- | ------------- | -------- | ------ |
| Horace Webster        | 1847-1869     |          |        |
| Alexander S. Webb     | 1869-1902     | General  |        |
| John Houston Finley   | 1903-1913     |          |        |
| Sidney Edward Mezes   | 1914-1927     |          |        |
| Frederick B. Robinson | 1927-1938     |          |        |
| Nelson P. Mead        | 1938-1941     | Interino | [ 60 ] |
| Harry N. Wright       | 1941-1952     |          |        |
| Buell G. Gallagher    | 1953-1961     |          |        |
| Harry N. Rivlin       | 1961-1962     | Interino |        |
| Buell G. Gallagher    | 1962-1969     |          |        |
| Joseph J. Copeland    | 1969-1970     | Interino |        |
| Robert Marshak        | 1970-1979     |          |        |
| Alice Chandler        | 1979-1980     | Interina |        |
| Arthur Tiedemann      | 1980-1981     | Interino |        |
| Bernard W. Harleston  | 1981-1992     |          |        |
| Augusta Souza Kappner | 1992-1993     | Interina |        |
| Yolanda T. Moses      | 1993-1999     |          |        |
| Stanford A. Roman Jr. | 1999-2000     | Interino | [ 61 ] |
| Gregory H. Williams   | 2001-2009     |          |        |
| Robert Paaswell       | 2009-2010     | Interino | [ 62 ] |
| Lisa S. Coico         | 2010-2016     |          |        |
| Vincent G. Boudreau   | 2016-2017     | Interino |        |
| Vincent G. Boudreau   | 2017-presente |          | [ 63 ] |

## Campus

### Campus Norte

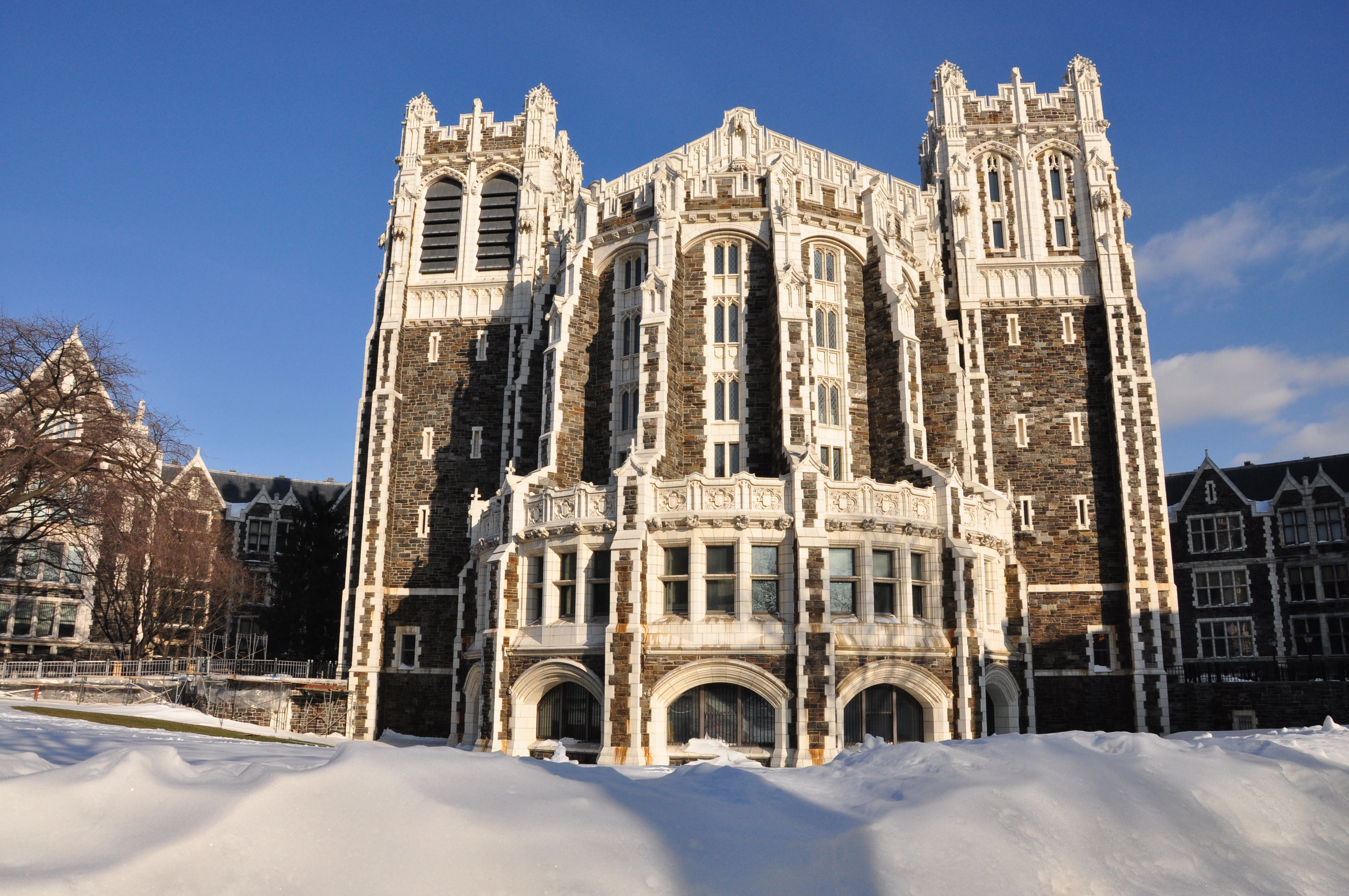
Shepard Hall, entrada trasera, mirando al este desde Convent Avenue, City College of New York, 2010

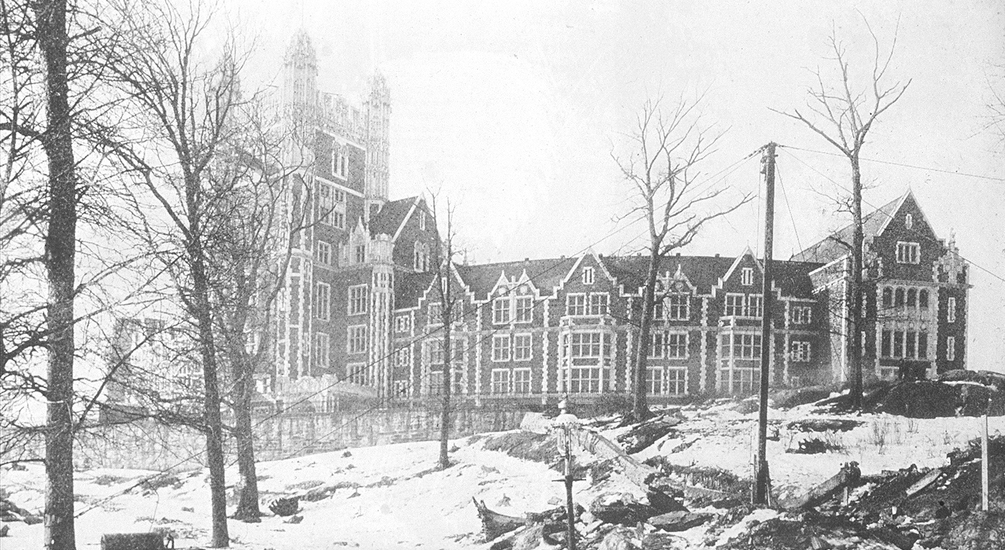
Shepard Hall, mirando al oeste desde St. Nicholas Avenue hasta la entrada principal de Shepard Hall en St. Nicholas Terrace (1907)

El campus Collegiate Gothic de CCNY en Manhattanville fue erigido en 1906, reemplazando un campus del centro construido en 1849. Este nuevo campus fue diseñado por George Browne Post. Según la historia publicada por CCNY, "Los edificios neogóticos de Landmark [...] son magníficos ejemplos del estilo gótico perpendicular inglés y se encuentran entre los primeros edificios, como un campus completo, que se construyeron en los Estados Unidos con este estilo. Innovador para los edificios del Cuadrángulo Gótico tuvieron lugar en 1903". Había cinco edificios neogóticos originales en el campus de la parte superior de Manhattan, que se inauguró en 1906:
- Shepard Hall, independiente, al otro lado de la calle del patio del campus en Convent Avenue
- Pasillo de Baskerville
- Pasillo de Compton
- Salón Harris
- Salón Wingate

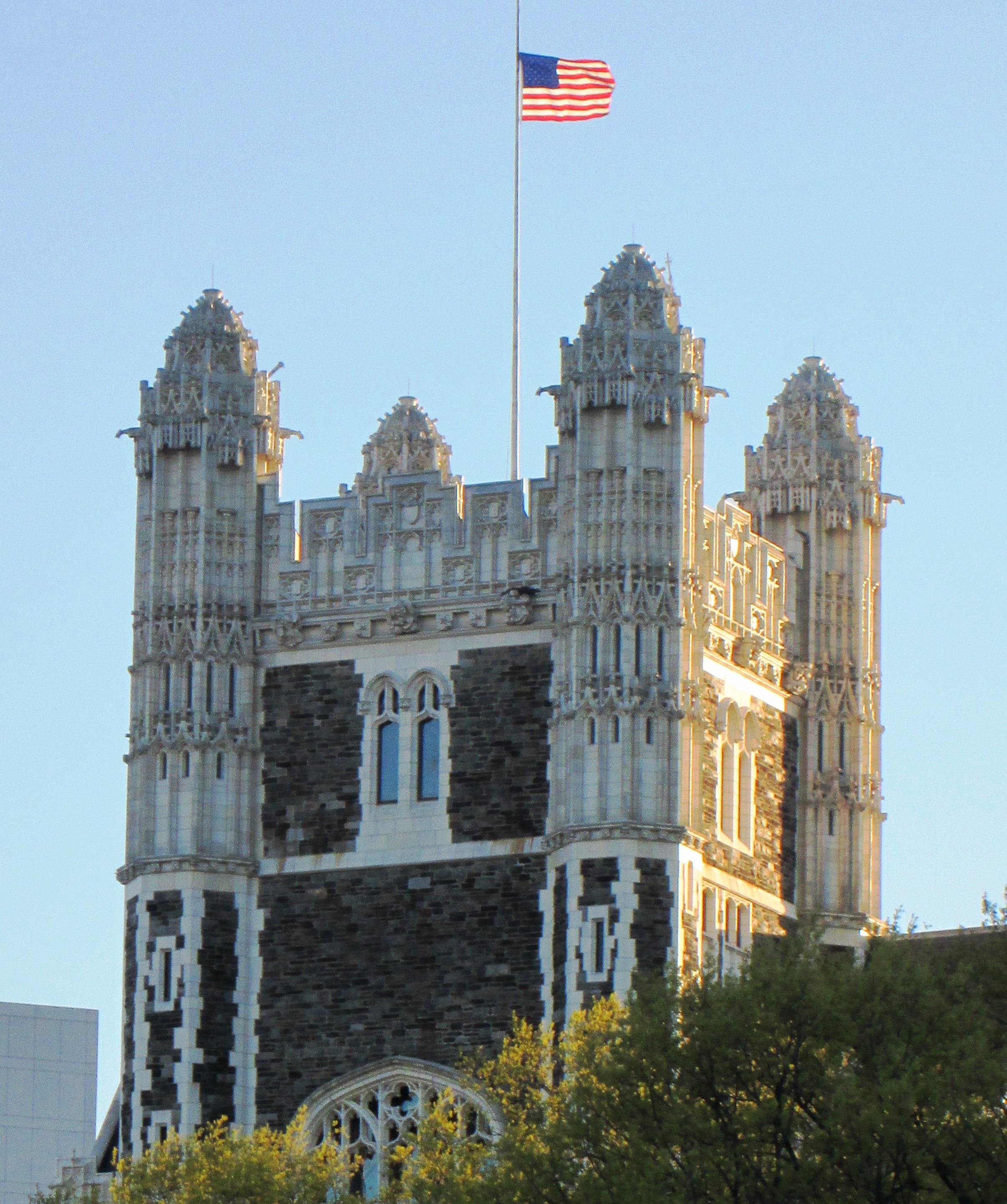
Torre Shepard Hall, vista desde Hamilton Heights

Shepard Hall, el edificio más grande y la pieza central del campus, se inspiró en el plano de una catedral gótica con su entrada principal en St. Nicholas Terrace. Tiene un gran salón de actos de la capilla llamado Great Hall, que tiene un mural pintado por Edwin Blashfield llamado "The Graduate" y otro mural en el Lincoln Hallway encargado por la clase de 1901 llamado "Los Grandes Maestros" pintado por Abraham Bogdanove en 1930. El edificio lleva el nombre de Edward M. Shepard.
Baskerville Hall durante muchos años albergó el Departamento de Química, también se conocía como el Edificio Químico y tenía una de las salas de conferencias originales más grandes del campus, la sala de conferencias Doremus. Actualmente alberga HSMSE, la escuela secundaria de matemáticas, ciencias e ingeniería. Compton Hall fue diseñado originalmente como el Edificio de Artes Mecánicas.
Harris Hall, nombrado en los planos arquitectónicos originales como Sub-Freshman Building, albergó la escuela secundaria preparatoria de City College, Escuela Secundaria Townsend Harris, desde 1906 hasta que se mudó en 1930 al centro de la ciudad a la Escuela de Negocios.
Wingate Hall recibió su nombre de George Wood Wingate (clase de 1858), abogado y promotor de la aptitud física. Sirvió como el gimnasio principal de la universidad entre 1907 y 1972.

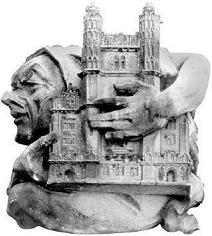
Un grotesco de piedra en un edificio CCNY de 1906, con una maqueta de Shepard Hall

El sexto campus, Goethals Hall, se completó en 1930. El nuevo edificio recibió el nombre de George Washington Goethals, el exalumno de ingeniería civil de CCNY quien, como se mencionó anteriormente en la sección sobre la historia de la universidad, se convirtió en el ingeniero jefe del Canal de Panamá. Goethals Hall albergaba la Escuela de Tecnología (ingeniería) y linda con el Edificio de Artes Mecánicas, Compton Hall.
Los seis edificios góticos están conectados por un túnel, que se cerró al uso público en 1969. Seiscientos grutescos en los edificios góticos originales representan las artes prácticas y las bellas artes. El Cuadrángulo del Campus Norte contiene cuatro grandes arcos en las avenidas principales que ingresan y salen del campus:
- la puerta de Hudson en Ámsterdam Avenue[83]
- la puerta de George Washington en 138th Street y Convent Avenue
- la puerta Alexander Hamilton en el extremo norte de Convent Avenue
- la puerta Peter Stuyvesant en St. Nicholas Terrace. (El arco y el arco peatonal norte sobre el lado norte de St. Nicholas Terrace se desmantelaron como lo mejor que se puede determinar en algún momento alrededor de 1935-1937 cuando se realizaron excavaciones en los terrenos del lado norte de St. Nicholas Terrace, antiguo sitio de la Biblioteca Bowker, ya que se estaba agregando apuntalamiento a la biblioteca.

La Comisión de Preservación de Monumentos Históricos de Nueva York convirtió los edificios del Cuadrángulo del Campus Norte y las Puertas de la Universidad en monumentos oficiales en 1981. Los edificios del Cuadrángulo se incluyeron en el Registro Estatal y Nacional de Lugares Históricos en 1984. En el verano de 2006, las puertas históricas de Convent Avenue fueron restauradas.

### Edificios de posguerra

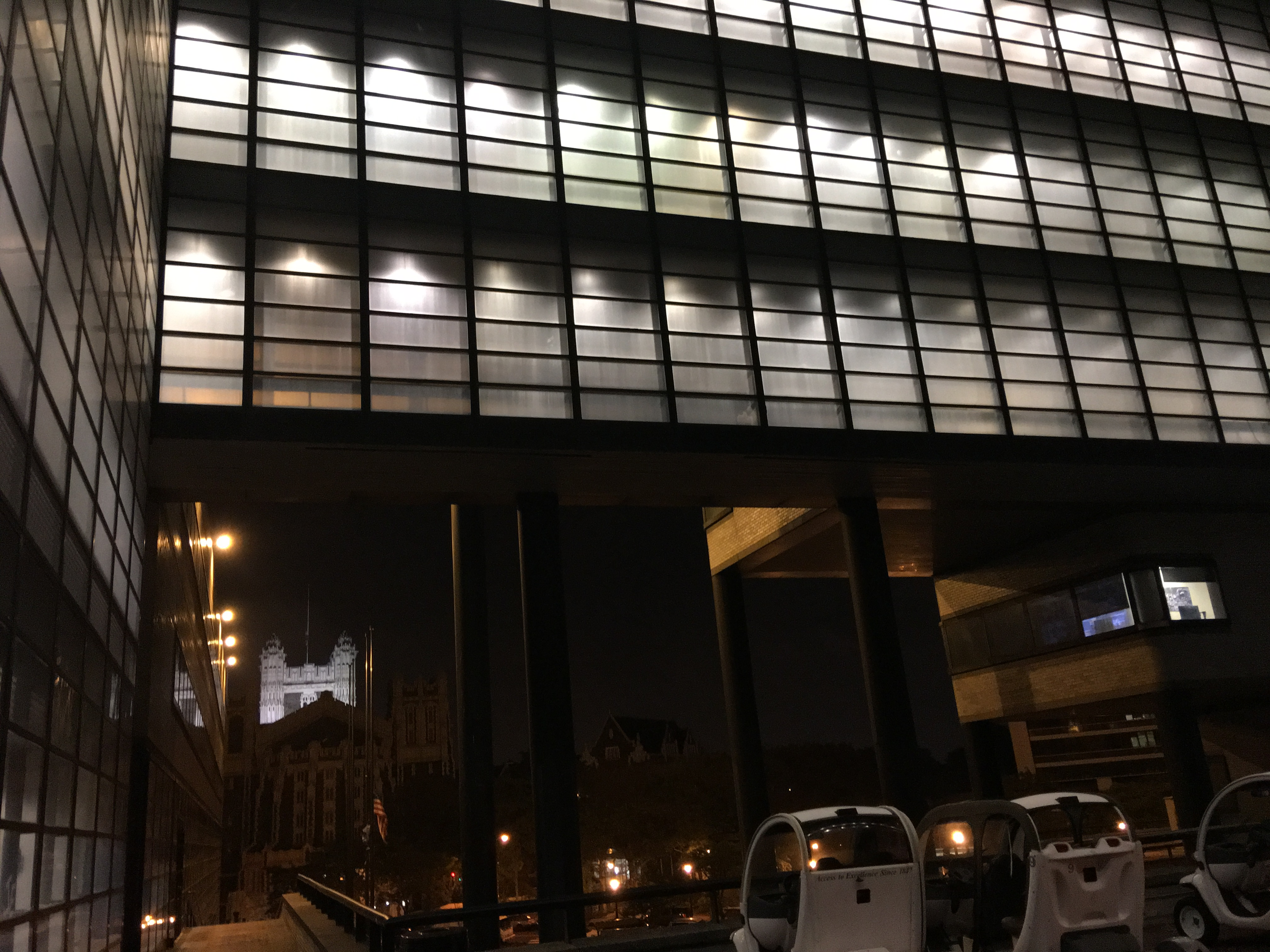
Arquitectura neogótica y contemporánea en el fondo

Steinman Hall, que alberga la Escuela de Ingeniería, se erigió en 1962 en el extremo norte del campus, en el sitio de la Biblioteca Bowker y Drill Hall para reemplazar las instalaciones en Compton Hall y Goethals Hall, y recibió su nombre de David Barnard Steinman (Clase CCNY de 1906), un conocido ingeniero civil y diseñador de puentes.
El edificio de administración se erigió en 1963 en el campus norte frente a Wingate Hall. Alberga las oficinas administrativas de la universidad, incluidas las oficinas del presidente, el rector y el registrador. Originalmente fue pensado como un almacén para almacenar la gran cantidad de registros y transcripciones de estudiantes desde 1847. El primer piso alberga la oficina de admisiones y la oficina de registro, mientras que los pisos superiores albergan las oficinas del presidente y preboste. El primer piso del edificio administrativo recibió una renovación posmoderna en 2004. A principios de 2007, el edificio administrativo recibió el nombre formal de edificio administrativo Howard E. Wille, en honor a Howard E. Wille, promoción de 1955, un distinguido alumno y filántropo. .
El Edificio de Ciencias Marshak se completó en 1971 en el sitio del antiguo Jasper Oval, un espacio abierto que anteriormente se usaba como campo de fútbol. El edificio lleva el nombre de Robert Marshak, renombrado físico y presidente de CCNY (1970–1979). El edificio Marshak alberga todos los laboratorios de ciencias y está junto al Mahoney Gymnasium y sus instalaciones deportivas, que incluyen una piscina y canchas de tenis.

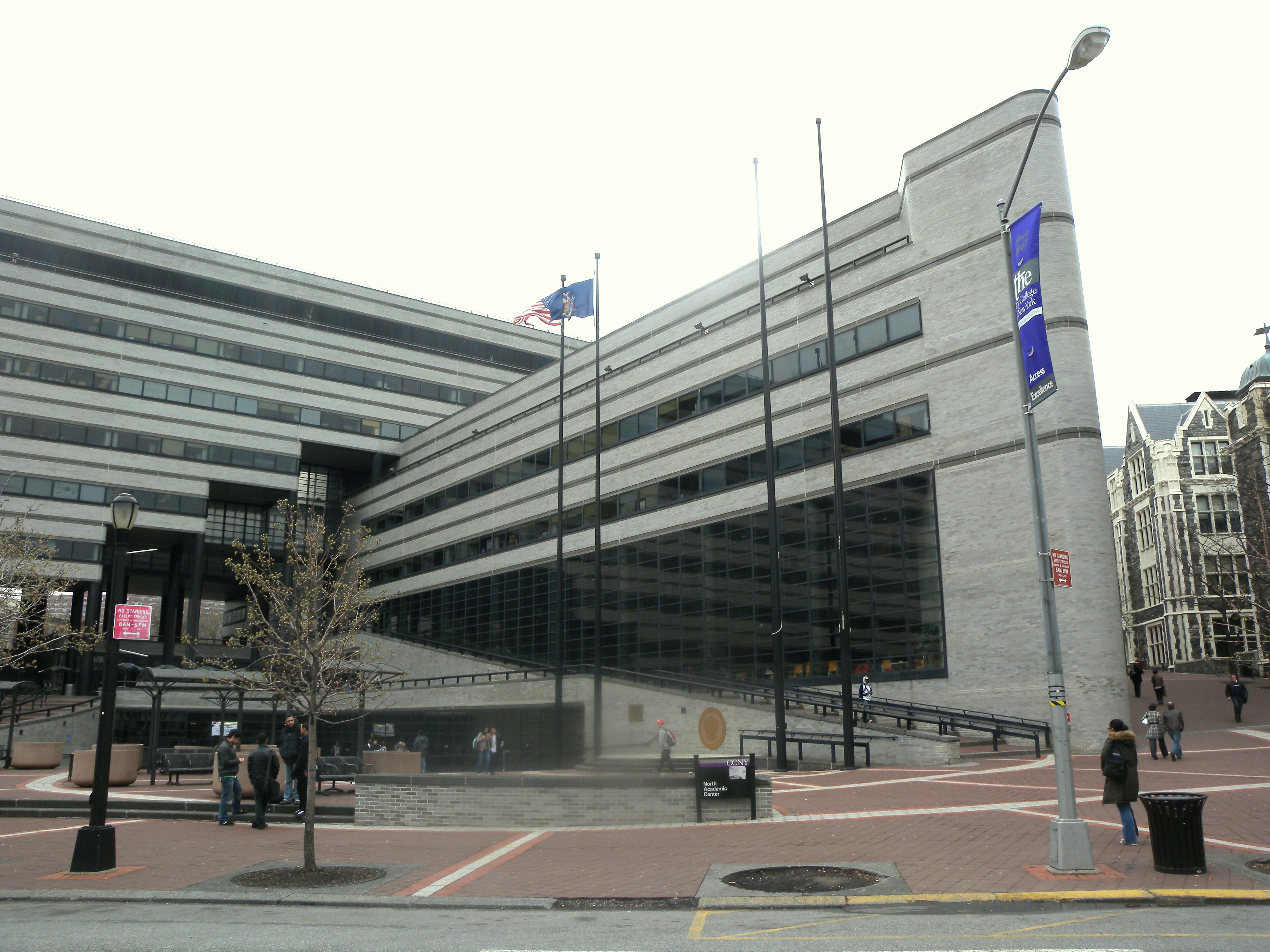
Centro Académico del Norte (2011)

En la década de 1970, se inició la construcción del enorme Centro Académico del Norte (NAC). Se completó en 1984 y reemplazó al Lewisohn Stadium y al Klapper Hall. El edificio NAC alberga cientos de salones de clase, dos cafeterías, la Biblioteca Cohen, salones y centros para estudiantes, oficinas administrativas y varias instalaciones informáticas. Diseñado por el arquitecto John Carl Warnecke, el edificio ha recibido críticas por su falta de diseño y escala descomunal en comparación con el vecindario circundante. Dentro del NAC, se creó un espacio de salón para estudiantes fuera de la librería del campus, y se pintaron murales que celebran la historia del campus en las puertas del Gobierno Estudiantil de pregrado. Fundada en 1869, afirma ser la organización de gobierno estudiantil en funcionamiento continuo más antigua del país.

### Campus Sur

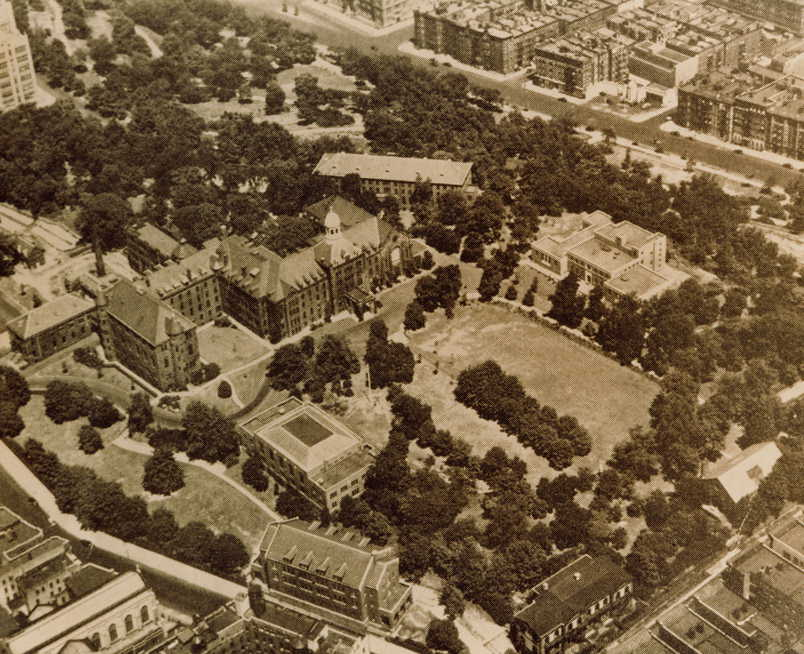
Vista aérea de la década de 1950 del antiguo campus sur de City College, comprado en 1953 a Manhattanville College of the Sacred Heart. La foto está tomada desde el sur mirando al noreste

En 1953, CCNY compró el campus del Colegio del Sagrado Corazón de Manhattanville (que, en un mapa de 1913, se mostraba como El Convento del Sagrado Corazón), que agregó una sección sur al campus. Esto amplió el campus para incluir muchos de los edificios en el área entre 140th Street y 130th Street, desde St. Nicholas Terrace en el este hasta Ámsterdam Avenue en el oeste. Los antiguos edificios del campus de Manhattanville College que utilizará CCNY fueron renombrados para los propósitos de City College: Stieglitz Hall; salón deprimido; Wagner Hall, el destacado Centro de Estudiantes de Finley, que contenía el muy activo Buttenweiser Lounge; Salón Eisner; Parque Gimnasio; Salón Mott; y otros.
Como resultado de esta expansión, el campus sur de CCNY contenía principalmente las clases y los departamentos de artes liberales de la universidad. El Campus Norte, también como resultado de esta expansión, albergaba principalmente clases y departamentos de ciencias e ingeniería, así como Klapper Hall (Escuela de Educación) y el Edificio de Administración.
En 1957, se erigió un nuevo edificio de biblioteca en el medio del campus, cerca de la calle 135 en el campus sur, y se llamó Biblioteca Cohen, en honor a Morris Raphael Cohen, un exalumno (Promoción de 1900) y célebre profesor de filosofía en la universidad de 1912 a 1938. Cuando la Biblioteca Cohen se mudó al Complejo Académico del Norte a principios de la década de 1980, la estructura pasó a llamarse edificio 'Y' y albergaba oficinas, suministros, la sala de correo, etc. El edificio finalmente fue destruido y renovado para convertirse en el hogar de la Escuela de Arquitectura en 2009 (ver más abajo).
En la década de 1970 se demolieron muchos de los antiguos edificios del Campus Sur, algunos que habían sido utilizados por la Academia del Sagrado Corazón. Los edificios que quedaban en el Campus Sur en ese momento eran la Biblioteca Cohen (luego trasladada al Centro Académico Norte), Park Gym (ahora el Centro de Investigación de Biología Estructural (NYSBC)), Eisner Hall (construido en 1941 por Manhattanville College del Sagrado Corazón como biblioteca, luego remodelada y alojada en el Departamento de Arte de CCNY y nombrada así por el presidente de la Junta de Educación Superior en la década de 1930), la Casa Schiff (antigua residencia del presidente, ahora un centro de cuidado infantil), y Mott Hall (anteriormente el Departamento de Inglés, ahora una escuela primaria del Departamento de Educación de la Ciudad de Nueva York).
Algunos de los edificios que fueron demolidos en ese momento fueron Finley Hall (que albergaba el Centro de Estudiantes Finley, centro de actividades estudiantiles, construido originalmente en 1888–1890 como el edificio principal de la Academia de Manhattanville y comprado en 1953 por City College), Wagner Hall , (que albergó varios departamentos y clases de ciencias sociales y artes liberales, construido originalmente como un dormitorio para la Academia de Manhattanville, y fue nombrado en honor a Robert F. Wagner Sr., miembro de la Clase de 1898, quien representó al Estado de Nueva York durante 23 años en el Senado de los Estados Unidos), Stieglitz Hall y Downer Hall, entre otros.

#### Nuevos edificios del Campus Sur
Se erigieron varios edificios nuevos en el campus sur, incluido Aaron Davis Hall en 1981 y el campo deportivo Herman Goldman en 1993. En agosto de 2006, la universidad completó la construcción de un dormitorio de 600 camas, llamado "The Towers". Hay planes para cambiar el nombre de The Towers en honor a un alumno o donante distinguido.

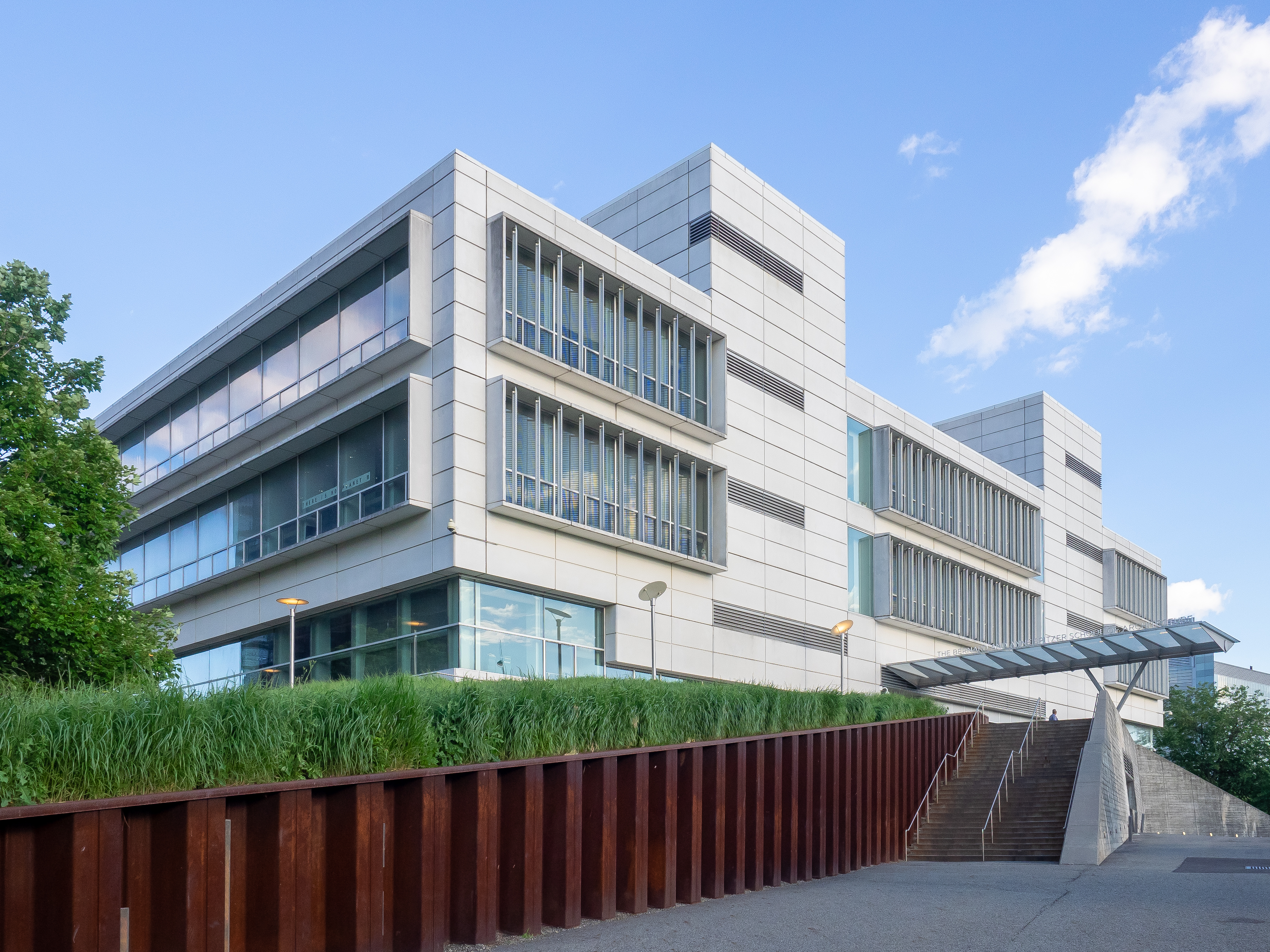
Escuela de Arquitectura Bernard and Anne Spitzer

En 2007, la Autoridad de Dormitorios del Estado de Nueva York (DASNY) propuso dos nuevos edificios para el sitio del Campus Sur . Uno era un Edificio de Ciencias de cuatro pisos, para servir como adjunto al Edificio de Ciencias Marshak en el Campus Norte, y el otro era un Centro de Investigación de Ciencias Avanzadas (ASRC) de seis pisos.
Diseñado por Kohn Pedersen Fox Associates, un par de nuevos edificios en el sitio del campo deportivo Herman Goldman: el Centro de Investigación Científica Avanzada (ASRC), que atiende a científicos visitantes y todo el sistema CUNY; y el Centro de Descubrimiento e Innovación. Los edificios están conectados por un túnel. En total, estos dos edificios son 400 000 pies cuadrados de laboratorios, oficinas, un auditorio y salas de reuniones.

### Edificios demolidos

#### Campus del centro

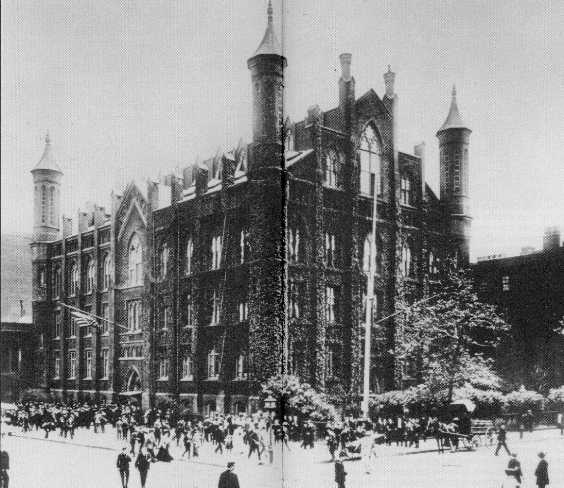
The Free Academy en Lexington Avenue y 23rd Street en la ciudad de Nueva York en el

El campus original de City College, el Free Academy Building, existió desde 1849 hasta 1907. El edificio fue diseñado por James Renwick Jr. y estaba ubicado en Lexington Avenue y 23rd Street en Gramercy Park. Según algunas fuentes, fue el primer edificio universitario del Renacimiento gótico en la costa este. El edificio de Renwick fue demolido en 1928 y reemplazado en 1930 con una estructura de 16 pisos que es parte del actual campus de Baruch College .

#### Lewisohn Stadium

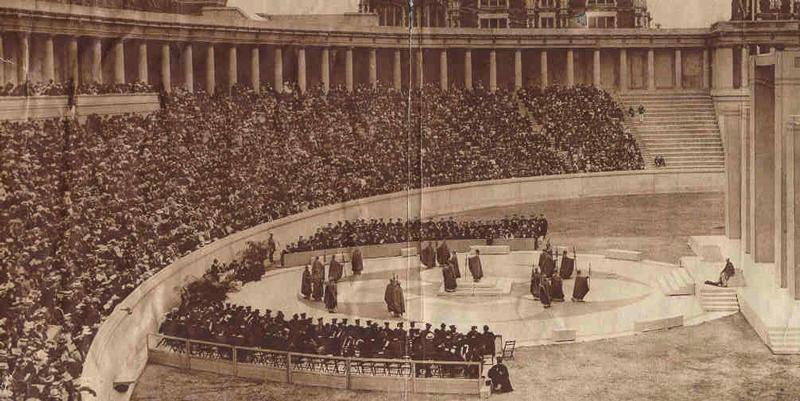
El antiguo estadio Adolph Lewisohn, ahora el sitio del Centro Académico del Norte (1915)

A principios de la década de 1900, después de que se construyera la mayor parte del campus gótico, el presidente de CCNY, John H. Finley, quería que la universidad tuviera un estadio para reemplazar las instalaciones inadecuadas existentes. La ciudad de Nueva York no proporcionó el dinero necesario para construir un estadio, pero donó dos cuadras de la ciudad al sur del campus que eran terrenos abiertos para parques. En 1912, el empresario y filántropo Adolph Lewisohn donó 75.000 dólares para la construcción del estadio y Finley encargó al arquitecto Arnold W. Brunner que diseñara el estadio Lewisohn.
El estadio Lewisohn se construyó como un estadio de 6000 asientos, con miles de asientos más disponibles en el campo interior durante los conciertos, y se inauguró el 29 de mayo de 1915, dos años después de que el Dr. Finley dejara su puesto en la universidad. Los servicios de graduación universitaria se llevaron a cabo en Lewisohn durante muchos años, y la última graduación se llevó a cabo en 1973, poco antes de que fuera demolida. En lo profundo de los asientos de la tribuna estaba el campo de tiro de la universidad, utilizado por los estudiantes del ROTC para el manejo básico de armas de fuego.

#### Otros edificios demolidos
Un edificio de biblioteca separado originalmente planeado en 1912 para el campus nunca se construyó, pero el 25 de marzo de 1927 se inició la construcción de una biblioteca independiente que se construirá en St. Nicholas Terrace, entre St. Nicholas y 141st Street. Solo 1/5 del plan original de la biblioteca se construyó a un costo de $ 850,000, muy por encima de los $ 150,000 que los exalumnos habían recaudado para establecer una biblioteca en el sitio original de Ámsterdam Avenue y 140th Street. La Biblioteca Bowker/Alumni estuvo en el sitio actual del edificio de Ingeniería Steinman hasta 1957. El Asilo de Huérfanos Hebreos fue erigido en 1884 en Ámsterdam Avenue entre las calles 136 y 138, y fue diseñado por William H. Hume. Ya estaba allí cuando City College se mudó al norte de Manhattan. Cuando cerró en la década de 1940, el City College utilizó el edificio para albergar a miembros de las Fuerzas Armadas de los EE. UU. asignados al Programa de Entrenamiento Especializado del Ejército (ASTP). De 1946 a 1955, se utilizó como dormitorio, biblioteca y aula para la universidad. Fue llamado "Army Hall" hasta que fue demolido en 1955 y 1956.
En 1946, CCNY compró un antiguo orfanato episcopal en 135th Street y Convent Avenue (campus norte) y lo rebautizó como Klapper Hall, en honor a Paul Klapper (promoción de 1904), profesor y decano de la Escuela de Educación y quien luego fue el primer presidente de Universidad de Queens/CUNY (1937–1952). Klapper Hall era de ladrillo rojo en estilo georgiano y sirvió hasta 1983 como sede de la Escuela de Educación.

### Ubicación del campus
La universidad está ubicada entre las calles West 130th y West 141st en Manhattan, a lo largo de Convent Avenue y St. Nicholas Terrace, entre las avenidas Ámsterdam y St. Nicholas. El campus cuenta con el siguiente transporte:
- Metro de Nueva York: la estación de metro 137th Street–City College en Broadway, servida por el tren 1 ; la estación de la calle 145 en la avenida Saint Nicholas, servida por los trenes A, B, C y D; y la estación de la calle 135 en la avenida Saint Nicholas, servida por los trenes B y C. El extremo sur de la estación está más cerca de CCNY y cuenta con el servicio de autobús de la universidad los días de semana.[112]
- MTA Bus Company: M3, M4, M5, M11, M100, M101, Bx33.[113]

## Programas académicos
El City College de Nueva York está organizado en cinco escuelas, más el Macaulay Honors College. Las cinco escuelas del City College of New York son The College of Liberal Arts and Sciences, que se divide en cuatro divisiones (The Division of Humanities and the Arts, The Division of Social Science, The Division of Science y The Division of Interdisciplinario Estudios en City College Downtown, 25 Broadway), la Escuela de Arquitectura Bernard and Anne Spitzer, la Escuela de Educación, la Escuela de Ingeniería Grove y la Escuela de Educación Biomédica Sophie B. Davis.
La universidad ofrece la Licenciatura en Artes (BA), la Licenciatura en Ciencias (BS), la Licenciatura en Ciencias de la Educación (BS Ed.), la Licenciatura en Ingeniería (BE), la Licenciatura en Bellas Artes (BFA), la Licenciatura en Arquitectura (B. Arch.) grados a nivel de pregrado, y la Maestría en Artes (MA), Maestría en Ciencias (MS), Maestría en Ciencias en educación (MSEd.), Maestría en Ingeniería (ME), Maestría en Bellas Artes (MFA), Maestría en Arquitectura (M.Arch.), Maestría en Arquitectura Paisajista (MLA), Maestría en Planificación Urbana (MUP), Maestría en Estudios Profesionales (MPS), Maestría en Administración Pública (MPA), Doctorado en Filosofía (PhD) en el nivel de posgrado.
Para la clase de ingreso de otoño de 2016 de primer año, el puntaje promedio de SAT fue 1260/1600 y el GPA promedio de la escuela secundaria fue 90/100%.

### Física
El City College de Nueva York ha tenido una larga y distinguida historia en física. Tres de sus alumnos se convirtieron en premios Nobel de física: Robert Hofstadter en 1961, Arno Penzias en 1978, y León Lederman en 1988. Albert Einstein dio la primera de su serie de conferencias en los Estados Unidos. en el City College de Nueva York en 1921. Otros exalumnos distinguidos y profesores anteriores en el campo son Mark Zemansky, Clarence Zener, Mitchell Feigenbaum, Myriam Sarachik y Leonard Susskind. La facultad actual incluye Robert Alfano y Michio Kaku.

## Investigación

### Centro de Investigación de Ciencias Avanzadas
CCNY alberga un centro de investigación centrado en nanotecnología, biología estructural, fotónica, neurociencia y ciencias ambientales.

### Instituto de Estudios Dominicanos de CUNY
Parte de la Escuela Colin Powell para el Liderazgo Cívico y Global de CCNY, el Instituto de Estudios Dominicanos de CUNY es el único centro de investigación universitario del país dedicado a "la historia de la República Dominicana y las personas de ascendencia dominicana en los Estados Unidos y en toda la diáspora dominicana en general".

## Logotipo del sello y la medalla de la universidad
El diseño del sello universitario de tres caras tiene sus raíces en el siglo XIX, cuando el profesor Charles Anthon se inspiró en las vistas de Jano, el dios romano de los comienzos, cuyas dos caras conectan el pasado y el futuro. Amplió esta imagen de Jano en tres caras para mostrar al estudiante, y en consecuencia, el conocimiento, desarrollándose desde la niñez, pasando por la juventud hasta la madurez.
El sello fue rediseñado para la Medalla del Centenario de la universidad en 1947 por Albert P. d'Andrea (clase de 1918). El profesor d'Andrea, que emigró de Benevento, Italia, en 1901, se unió a la facultad inmediatamente después de graduarse y fue profesor de arte y presidente del Departamento de Arte de 1948 a 1968.
En 2003, la universidad decidió crear un logotipo distinto de su sello, con el texto estilizado "the City College of New York".

## Atletismo
El medallista de oro olímpico Henry Wittenberg fue co-capitán del equipo de lucha CCNY en 1939 durante sus estudios universitarios. Después de participar en dos Juegos Olímpicos, luego enseñó lucha libre en CCNY. En 1977, fue incluido en el Salón de la Fama de la Lucha Libre Nacional.
CCNY es el único equipo en la historia del baloncesto universitario masculino en ganar tanto el Torneo Nacional por Invitación como el Torneo de la NCAA en el mismo año (1950). Sin embargo, este logró se vio ensombrecido por el escándalo de afeitado de puntos de CCNY en el que siete jugadores de baloncesto de CCNY fueron arrestados en 1951 por tomar dinero de los jugadores para afectar el resultado de los juegos. El escándalo condujo al declive de CCNY de una potencia nacional en el baloncesto de la División I a un miembro de la División III, y dañó el perfil nacional del baloncesto universitario en general.
Desde 1934 hasta 1941, el futuro miembro del Salón de la Fama de la NFL, Benny Friedman, fue entrenador de fútbol en el City College.
En 1938, el futuro cuatro veces olímpico Daniel Bukantz fue el campeón intercolegial de florete. El futuro atleta olímpico James Strauch esgrimió para CCNY y se graduó en 1942. En 1948, el futuro atleta olímpico Abram Cohen fue miembro del equipo campeón de la NCAA CCNY. Ese mismo año, el futuro atleta olímpico en cinco ocasiones, Albert Axelrod, fue campeón de florete de la Asociación Intercolegial de Esgrima de los Estados Unidos y de la NCAA. Harold Goldsmith, un futuro atleta olímpico en tres ocasiones, ganó el campeonato de florete de la NCAA de 1952 mientras estaba en CCNY.
Actualmente, la universidad cuenta con nueve equipos masculinos (béisbol, baloncesto, campo traviesa, atletismo bajo techo/al aire libre, fútbol, tenis, voleibol) y ocho equipos atléticos universitarios femeninos (baloncesto, campo traviesa, esgrima, atletismo bajo techo/al aire libre, fútbol , Tenis, Voleibol). El departamento también ofrece un club de lacrosse para hombres. Los Beavers han ganado 1 campeonato de la División I de la NCAA (baloncesto masculino) y más de 70 campeonatos de la City University of New York Athletic Conference (CUNYAC) desde 1966. Los Beavers han ganado 2 Eastern College Athletic Conference de la División III (ECAC) Campeonatos en la historia del programa: Voleibol Masculino y Baloncesto Femenino. Los Beavers también tienen una historia exitosa en el atletismo de la División III de la NCAA. Las Lady Beavers se han colocado dentro de los 3 primeros varias veces, 5 veces para mujeres en interiores, 2 veces para mujeres al aire libre. Los equipos de atletismo de hombres y mujeres combinados tienen más de 25 All-Americans desde 1980.

## Arte
El City College de Nueva York y su colección de arte residente se fundaron en 1847. La colección contiene aproximadamente mil ochocientas obras de arte que van desde lo histórico hasta lo contemporáneo. Hubo dos puntos principales en la historia de la universidad cuando se obtuvo la mayor parte de las obras de arte de la colección; el primero fue en la fundación de la institución y el segundo fue en la década de 1970 cuando gran parte del campus pasó por una renovación y expansión. Además, una parte más grande de la colección se obtuvo a través de donaciones y Percent for Art, un programa establecido en 1982 para ofrecer a las agencias de la ciudad de Nueva York la oportunidad de adquirir o encargar obras de arte para propiedades de la ciudad de Nueva York.
Actualmente no hay un museo de arte en City College, por lo que gran parte de la colección no está a la vista de la población estudiantil o del público. La colección incluye obras de Edwin Howland Blashfield, Walter Pach, Charles Alston, Raphael Soyer, Louis Lozowick, Stephen Parrish, Paul Adolphe Rajon, Mariano Fortuny, Marilyn Bridges, Lucien Clergue, Elliott Erwitt, Andreas Feininger, Harold Feinstein, Larry Fink, Sally Gall, Ralph Gibson, Jerome Liebling, Robert Mapplethorpe, Mary Ellen Mark, Joel Meyerowitz, Dorothy Norman y Gilles Peress.
Los dibujos, grabados y fotografías que componen la colección se encuentran dentro de las bibliotecas como parte del archivo del City College, donde las personas pueden programar citas para ver las obras. Algunas obras notables de la colección incluyen varios grabados de Keith Haring y The North American Indian de Edward Curtis.
La participación de los estudiantes en la colección es mínima, pero hay algo. En este momento, los estudiantes de posgrado en estudios de museos están trabajando para desarrollar un inventario de la colección. Hay momentos en que albergan pequeñas exposiciones de obras de la colección, pero no hay espacio de galería asignado para esto. Los estudiantes de pregrado en su mayoría interactúan con la colección a través de sus clases; aparte de que la mayoría de sus experiencias con esta colección provienen de las esculturas públicas alrededor del campus.

## En los medios
- El personaje central del cuento de Woody Allen "The Kugelmass Episode" es un profesor de humanidades del City College enamorado.[134]
- En World of Our Fathers, Irving Howe escribe sobre la vida intelectual de los hijos de inmigrantes judíos que asisten al City College.[135]
- En la película Beat Street, los personajes masculinos principales van a conocer a Tracy Carlson (Rae Dawn Chong) en su clase de baile de la universidad, que se lleva a cabo en el Shepard Hall de CCNY.

## Lectura adicional
- Bederson, Benjamin, "The Physical Tourist: Physics and New York City", Phys. perspect. 5 (2003) 87–121 Birkha¨ user Verlag, Basel, 2003. Cf. p. 103–107 &c. regarding CCNY Physics.
- Bender, Thomas. New York Intellect: A History of Intellectual Life in New York City, from 1750 to the Beginnings of Our Own Time, Knopf, 1987. ISBN 0-394-55026-9
- Chen, David W., "Dreams Stall as CUNY, New York City's Engine of Mobility, Sputters", The New York Times, 28 de mayo de 2016
- Howe, Irving. A Margin of Hope: An Intellectual Autobiography, Harcourt Brace Jovanovich, 1982. ISBN 0-15-157138-4. Cf. Chapter 3, "City College and Beyond", pp. 61–89
- Pearson, Paul David. The City College of New York: 150 years of academic architecture, 1997.
- Roff, Sandra S., et al. From the Free Academy to Cuny: Illustrating Public Higher Education in New York City, 1847–1997, 2000.
- Rudy, Willis. College of the City of New York 1847–1947, The City College Press, 1949. Reimpreso en 1977 por Arno Press.
- Traub, James. City on a Hill: Testing the American Dream at City College, Addison-Wesley: 1994.
- Van Nort, Sydney C. The City College of New York, Arcadia Press, febrero de 2007. ISBN 0-7385-4930-4.
- The College of the City of New York: Annual Register for 1920–1, City College of New York, diciembre de 1920